# الکسیس فررو
الکسیس فررو (انگلیسی: Alexis Ferrero؛ زادهٔ ۳۱ مارس ۱۹۷۹) بازیکن فوتبال اهل آرژانتین است.
از باشگاه‌هایی که در آن بازی کرده‌است می‌توان به باشگاه فوتبال ریور پلاته، باشگاه فوتبال بوتافوگو، باشگاه فوتبال اتلتیکو تیگره، و باشگاه فوتبال اتلتیکو هوراکان اشاره کرد.
وی همچنین در تیم ملی فوتبال آرژانتین بازی کرده‌است.